# (32131) Ravindran
(32131) Ravindran est un astéroïde de la ceinture principale.

## Description
(32131) Ravindran est un astéroïde de la ceinture principale. Il fut découvert le 4 juin 2000 à Socorro (Nouveau-Mexique) par le projet LINEAR. Il présente une orbite caractérisée par un demi-grand axe de 2,40 UA, une excentricité de 0,10 et une inclinaison de 7,0° par rapport à l'écliptique.

## Compléments